# Чемпіонат світу з трекових велоперегонів 2015 — омніум (жінки)
Змагання з омніуму серед жінок на Чемпіонаті світу з трекових велоперегонів 2015 відбулись 21–22 лютого 2015.

## Результати

### Скретч
скретчевий заїзд розпочався о 13:45.
| Місце | Ім'я               | Країна          | Кола відставання |
| ----- | ------------------ | --------------- | ---------------- |
| 1     | Аушріне Требайте   | Литва           |                  |
| 2     | Амалія Дідеріксен  | Данія           |                  |
| 3     | Керолайн Раян      | Ірландія        |                  |
| 4     | Тетяна Шаракова    | Білорусь        |                  |
| 5     | Аннетт Едмондсон   | Австралія       | −1               |
| 6     | Жольєн Д'Ор        | Бельгія         | −1               |
| 7     | Кірстен Вілд       | Нідерланди      | −1               |
| 8     | Сара Гаммер        | США             | −1               |
| 9     | Марліс Мехіас      | Куба            | −1               |
| 10    | Лейре Олаберрія    | Іспанія         | −1               |
| 11    | Анна Кнауер        | Німеччина       | −1               |
| 12    | Ракель Шит         | Нова Зеландія   | −1               |
| 13    | Лора Тротт         | Велика Британія | −1               |
| 14    | Луціє Залеска      | Чехія           | −1               |
| 15    | Лорі Бертон        | Франція         | −1               |
| 16    | Тянь Юаньюань      | Китай           | −1               |
| 17    | Сімона Фраппорті   | Італія          | −1               |
| 18    | Дяо Сяоцзюань      | Гонконг         | −1               |
| 19    | Тамара Балаболіна  | Росія           | −1               |
| 20    | Малґоржата Войтира | Польща          | −1               |

### Індивідуальна гонка переслідування
Індивідуальна гонка переслідування розпочалась о 15:35.
| Місце | Ім'я               | Країна          | Час      |
| ----- | ------------------ | --------------- | -------- |
| 1     | Лора Тротт         | Велика Британія | 3:32.798 |
| 2     | Аннетт Едмондсон   | Австралія       | 3:32.831 |
| 3     | Кірстен Вілд       | Нідерланди      | 3:34.858 |
| 4     | Сара Гаммер        | США             | 3:35.505 |
| 5     | Тетяна Шаракова    | Білорусь        | 3:35.510 |
| 6     | Тамара Балаболіна  | Росія           | 3:37.328 |
| 7     | Марліс Мехіас      | Куба            | 3:38.204 |
| 8     | Жольєн Д'Ор        | Бельгія         | 3:38.812 |
| 9     | Лейре Олаберрія    | Іспанія         | 3:39.903 |
| 10    | Керолайн Раян      | Ірландія        | 3:40.559 |
| 11    | Амалія Дідеріксен  | Данія           | 3:40.930 |
| 12    | Ракель Шит         | Нова Зеландія   | 3:41.582 |
| 13    | Сімона Фраппорті   | Італія          | 3:42.208 |
| 14    | Lucie Záleská      | Чехія           | 3:42.794 |
| 15    | Аушріне Требайте   | Литва           | 3:43.393 |
| 16    | Анна Кнауер        | Німеччина       | 3:45.215 |
| 17    | Малґоржата Войтира | Польща          | 3:46.992 |
| 18    | Лорі Бертон        | Франція         | 3:49.451 |
| 19    | Diao Xiaojuan      | Гонконг         | 3:49.924 |
| 20    | Tian Yuanyuan      | Китай           | 3:50.557 |

### Гонка на вибування
Гонка на вибування розпочалась о 21:55.
| Місце | Ім'я               | Країна          |
| ----- | ------------------ | --------------- |
| 1     | Лора Тротт         | Велика Британія |
| 2     | Кірстен Вілд       | Нідерланди      |
| 3     | Жольєн Д'Ор        | Бельгія         |
| 4     | Ракель Шит         | Нова Зеландія   |
| 5     | Амалія Дідеріксен  | Данія           |
| 6     | Тамара Балаболіна  | Росія           |
| 7     | Аннетт Едмондсон   | Австралія       |
| 8     | Лейре Олаберрія    | Іспанія         |
| 9     | Lucie Záleská      | Чехія           |
| 10    | Сара Гаммер        | США             |
| 11    | Сімона Фраппорті   | Італія          |
| 12    | Tian Yuanyuan      | Китай           |
| 13    | Анна Кнауер        | Німеччина       |
| 14    | Лорі Бертон        | Франція         |
| 15    | Тетяна Шаракова    | Білорусь        |
| 16    | Керолайн Раян      | Ірландія        |
| 17    | Марліс Мехіас      | Куба            |
| 18    | Малґоржата Войтира | Польща          |
| 19    | Аушріне Требайте   | Литва           |
| 20    | Diao Xiaojuan      | Гонконг         |

### Гіт на 500 м
Гіт на 500 м розпочався о 11:00.
| Місце | Ім'я               | Країна          | Час    |
| ----- | ------------------ | --------------- | ------ |
| 1     | Аннетт Едмондсон   | Австралія       | 35.064 |
| 2     | Марліс Мехіас      | Куба            | 35.103 |
| 3     | Тамара Балаболіна  | Росія           | 35.650 |
| 4     | Жольєн Д'Ор        | Бельгія         | 35.675 |
| 5     | Лора Тротт         | Велика Британія | 35.814 |
| 6     | Лорі Бертон        | Франція         | 36.023 |
| 7     | Анна Кнауер        | Німеччина       | 36.039 |
| 8     | Лейре Олаберрія    | Іспанія         | 36.101 |
| 9     | Малґоржата Войтира | Польща          | 36.181 |
| 10    | Тетяна Шаракова    | Білорусь        | 36.440 |
| 11    | Tian Yuanyuan      | Китай           | 36.621 |
| 12    | Сімона Фраппорті   | Італія          | 36.720 |
| 13    | Кірстен Вілд       | Нідерланди      | 37.019 |
| 14    | Ракель Шит         | Нова Зеландія   | 37.029 |
| 15    | Аушріне Требайте   | Литва           | 37.061 |
| 16    | Diao Xiaojuan      | Гонконг         | 37.183 |
| 17    | Сара Гаммер        | США             | 37.186 |
| 18    | Lucie Záleská      | Чехія           | 37.474 |
| 19    | Амалія Дідеріксен  | Данія           | 37.709 |
| 20    | Керолайн Раян      | Ірландія        | 37.977 |

### Гіт з ходу на 250 м
Гіт з ходу на 250 м розпочався о 12:40.
| Місце | Ім'я               | Країна          | Час    |
| ----- | ------------------ | --------------- | ------ |
| 1     | Аннетт Едмондсон   | Австралія       | 14.024 |
| 2     | Кірстен Вілд       | Нідерланди      | 14.116 |
| 3     | Лора Тротт         | Велика Британія | 14.154 |
| 4     | Жольєн Д'Ор        | Бельгія         | 14.229 |
| 5     | Анна Кнауер        | Німеччина       | 14.230 |
| 6     | Марліс Мехіас      | Куба            | 14.258 |
| 7     | Diao Xiaojuan      | Гонконг         | 14.266 |
| 8     | Лейре Олаберрія    | Іспанія         | 14.310 |
| 9     | Лорі Бертон        | Франція         | 14.339 |
| 10    | Тетяна Шаракова    | Білорусь        | 14.400 |
| 11    | Тамара Балаболіна  | Росія           | 14.421 |
| 12    | Малґоржата Войтира | Польща          | 14.453 |
| 13    | Сімона Фраппорті   | Італія          | 14.504 |
| 14    | Сара Гаммер        | США             | 14.522 |
| 15    | Ракель Шит         | Нова Зеландія   | 14.550 |
| 16    | Амалія Дідеріксен  | Данія           | 14.664 |
| 17    | Tian Yuanyuan      | Китай           | 14.859 |
| 18    | Lucie Záleská      | Чехія           | 14.962 |
| 19    | Керолайн Раян      | Ірландія        | 15.264 |
| 20    | Аушріне Требайте   | Литва           | 15.282 |

### Гонка за очками
Гонка за очками відбулась о 14:10.
| Місце | Ім'я               | Країна          |
| ----- | ------------------ | --------------- |
| 1     | Кірстен Вілд       | Нідерланди      |
| 2     | Лора Тротт         | Велика Британія |
| 3     | Жольєн Д'Ор        | Бельгія         |
| 4     | Аннетт Едмондсон   | Австралія       |
| 5     | Tian Yuanyuan      | Китай           |
| 6     | Сара Гаммер        | США             |
| 7     | Тамара Балаболіна  | Росія           |
| 8     | Ракель Шит         | Нова Зеландія   |
| 9     | Анна Кнауер        | Німеччина       |
| 10    | Diao Xiaojuan      | Гонконг         |
| 11    | Амалія Дідеріксен  | Данія           |
| 12    | Лорі Бертон        | Франція         |
| 13    | Тетяна Шаракова    | Білорусь        |
| 14    | Аушріне Требайте   | Литва           |
| 15    | Лейре Олаберрія    | Іспанія         |
| 16    | Сімона Фраппорті   | Італія          |
| 17    | Керолайн Раян      | Ірландія        |
| 18    | Малґоржата Войтира | Польща          |
| 19    | Lucie Záleská      | Чехія           |
| 20    | Марліс Мехіас      | Куба            |

### Фінальна класифікація
Після всіх дисциплін.
| Місце | Ім'я               | Країна          | Очки |
| ----- | ------------------ | --------------- | ---- |
| 1     | Аннетт Едмондсон   | Австралія       | 192  |
| 2     | Лора Тротт         | Велика Британія | 176  |
| 3     | Кірстен Вілд       | Нідерланди      | 175  |
| 4     | Жольєн Д'Ор        | Бельгія         | 166  |
| 5     | Марліс Мехіас      | Куба            | 149  |
| 6     | Тетяна Шаракова    | Білорусь        | 131  |
| 7     | Лейре Олаберрія    | Іспанія         | 129  |
| 8     | Сара Гаммер        | США             | 126  |
| 9     | Тамара Балаболіна  | Росія           | 120  |
| 10    | Ракель Шит         | Нова Зеландія   | 117  |
| 11    | Анна Кнауер        | Німеччина       | 112  |
| 12    | Амалія Дідеріксен  | Данія           | 108  |
| 13    | Сімона Фраппорті   | Італія          | 98   |
| 14    | Лорі Бертон        | Франція         | 87   |
| 15    | Керолайн Раян      | Ірландія        | 84   |
| 16    | Аушріне Требайте   | Литва           | 75   |
| 17    | Tian Yuanyuan      | Китай           | 68   |
| 18    | Lucie Záleská      | Чехія           | 64   |
| 19    | Малґоржата Войтира | Польща          | 58   |
| 20    | Diao Xiaojuan      | Гонконг         | 55   |